# Embalse de Sallente

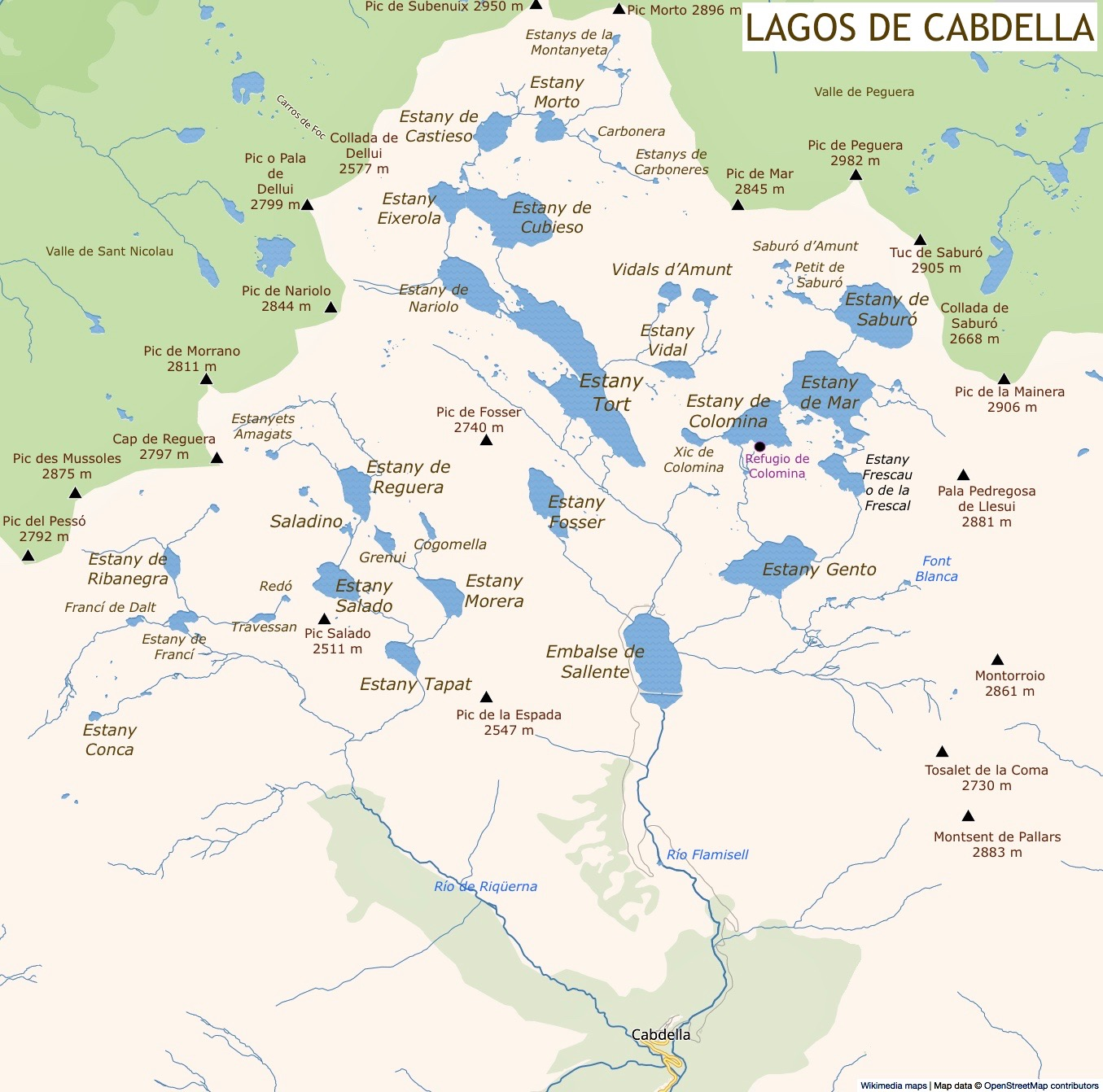
Lagos de Cabdella que suministran el agua al embalse de Sallente en la cabecera del río Flamisell

El embalse de Sallente, a 1765 m de altitud, se encuentra en la Vall Fosca, en la comarca del Pallars Jussá, provincia de Lérida, España. Forma parte de un complejo hidroeléctrico abastecido por unos 26 lagos que reúnen sus aguas en el Estany Gento, a 2140 m, que es la parte inferior de una red de embalses unidos mediante tuberías subterráneas llamada lagos de Cabdella. Desde el estany o lago Gento, que es también un embalse, una tubería vierte sus aguas en la central hidroeléctrica reversible de Sallente, desde donde entra en el embalse de Sallente, cuya única función es acumular el agua que utiliza la central durante el día para devolverla durante la noche al lago Gento.
El embalse tiene una longitud máxima de un kilómetro y una superficie de 29 ha, una profundidad máxima de 80 m y una media de 20 m. Su perímetro es de 2 km y su cota máxima de 1763 m.

## La central de Sallente
La central hidroeléctrica reversible de Gento-Sallente, junto al embalse de Sallente, es la más importante de España. Situada junto al embalse de Sallente, se accede a ella por un túnel de 592 metros de largo y 6,5 m de anchura, con una pendiente del 10%. La misma turbina que produce energía por la fuerza del agua que desciende del Estany Gento, la bombea aguas arriba desde el embalse de Sallente para volverla a utilizar. Un segundo túnel para uso invernal tiene 2800 m de longitud y 3,5 m de diámetro.
Las obras, comenzadas en 1981 y terminadas en 1985, tuvieron un coste de unos 90 millones de euros. La potencia generada, de unos 415 MW, es extraordinaria para una obra hidráulica. Subir el agua requiere un 30% más de kilovatios que los obtenidos durante la caída, pero puesto que la subida se hace durante la noche, cuando los kW cuestan cuatro o cinco veces menos que durante el día, la rentabilidad está asegurada.
El sistema que comunica ambos lagos consiste en cuatro tubos de 600 m de longitud, de 4,2 m de diámetro y con una pendiente del 104,6%. La capacidad de turbinación es de 125 m³/seg
Entre 1981-1982, FECSA construyó el funicular entre Sallente y Gento para transportar material, con una longitud de 692 m y un desnivel de 354 m. Desde 1992, se utiliza para llevar turistas durante los veranos.

## La central de Cabdella
Aguas abajo del río Flamisell, que sale del embalse de Sallente, apenas cruzar el pueblo de Cabdella, se encuentra la central hidroeléctrica de Cabdella, la primera de España, construida con capital  francés y suizo entre 1912 y 1914. La central pasó después a pertenecer a FECSA, y con su reciente desaparición, a ENDESA.
El agua procede del lago Gento, que se halla a unos 5 km de distancia. Una tubería horizontal lleva el agua hasta la llamada cámara de aguas, 850 m por encima de la central, desde donde se precipita sobre las turbinas por un camino recorrido por dos vagonetas que hacían las veces de funicular. Desde la cámara de aguas hasta el lago se construyó un  carrilet que atraviesa cinco túneles, con muy poca pendiente. Más tarde, se construyó otro carrilet desde el lago Gento hasta el lago Tort, a una altura ligeramente superior.

## Cuenca
La presa recoge las aguas procedentes de todos los lagos que hay en dos circos glaciares separados por una carena, el Tossal Tancat, y que están uno junto al otro, orientados de norte a sur.
En el circo oriental, en el que se encuentra el propio embalse, destacan las cimas de Monotorroio (2862 m), Mainera (2910 m), Saburó (2906 m), Peguera (2980 m), Mar (2845 m), Vidals (2904 m), Cap del Monestero (2902 m), Morto (2902 m), Estanyets (2892 m), Subenuix (2950 m), Dellui (2803 m), Mariolo (2844 m), Fosser (2740 m) y Espada (2549 m). 
En el circo occidental destacan los picos de Nariolo (2857 m), Morrano (2814 m), Cap de Reguera (2797 m), Mussoles (2876 m), Pessó (2894 m), L’Estanyet (2776 m), Castell de Rus (2777 m) y La Mina (2764 m).
Entre los embalses del primer circo, en el que se encuentra el embalse de Sallente (1770 m) destacan los lagos de Estany Gento (2144 m), Frescau (2420 m), Colomina (2410 m), Mar (2440 m), Saburó (2530 m), Cubieso (2340 m), Mariolo (2300 m), Tort (2290 m) y Fosser (2230 m).
En el circo que alimenta el río Riqüerna, afluente del Flamisell, al oeste del anterior, destacan los embalses de Morera (2280 m) Reguera (2470 m), Salado (2370 m), Ribanegra (2380 m), Franci (2290 m) y Tapat (2150 m).  
Todos estos lagos están unidos por un sistema de tuberías subterráneas que confluyen en el lago o embalse de Gento.

## Acceso
El acceso al embalse de Sallente se hace mediante una pista asfaltada que procede el pueblo de Cabdella, al sur, a 1300 m de altitud y a 4,5 km de distancia. El pueblo se encuentra a unos 30 km de Pont de Suert.

## Entorno
El embalse se encuentra en el Pirineo axial, de forma que la roca es granito. En términos geológicos, el relieve está formado por una serie de láminas cabalgantes vergentes hacia el sur emplazadas entre el Cretácico superior y el Mioceno como consecuencia de la convergencia de las placas Ibérica y Europea.
El embalse de Sallente es el punto de partida de las excursiones que ascienden hasta el refugio de Colomina, junto al lago del mismo nombre, por el que pasa la ruta Carros de Foc.